# HACCP

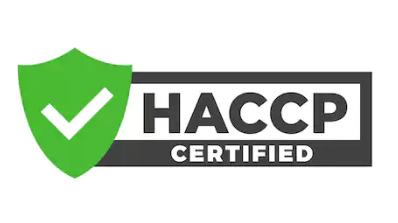
Logo „HACCP certified“ (certifikováno dle systému HACCP).

Systém analýzy rizika a stanovení kritických kontrolních bodů (Hazard Analysis and Critical Control Points, HACCP) ve výrobě potravin je jeden ze základních nástrojů, jak účinně předcházet rizikům ohrožujícím bezpečnost potravin.
Vytvoření a zavedení systému HACCP je vyžadováno povinně u všech výrobců potravin na základě Nařízení Evropského parlamentu a Rady (ES) č. 852/2004 ze dne 29. dubna 2004 o hygieně potravin. Tento systém je určen pro všechny potravinářské podniky zajišťující výrobu, zpracování a distribuci potravin a také pro podniky, které svými produkty do potravinového řetězce vstupují (zemědělství, výroba obalů, apod.). Certifikace systému HACCP je prokazatelným potvrzením funkčnosti a efektivity zavedeného systému HACCP. Systém HACCP byl poprvé navržen a aplikován na žádost NASA v 60. létech 20. století v USA s cílem předcházet alimentárním nemocem astronautů.
Všeobecné požadavky na systém HACCP jsou uvedeny ve Věstníku Ministerstva zemědělství č. 2/2010 (září 2010).

## Principy tvorby HACCP
1. Provedení analýzy nebezpečí (fyzikální, chemické a biologické)
2. Stanovení kritických kontrolních bodů
3. Stanovení znaků a hodnot kritických mezí pro každý kritický bod
4. Sledování zvládnutého stavu v kritických bodech
5. Stanovení nápravného opatření pro každý kritický bod
6. Stanovení ověřovacích postupů
7. Vypracování dokumentace a vedení záznamů

## Přínosy HACCP
- jednoznačná identifikace a kontrola rizika zdravotní nezávadnosti potravin
- minimalizace možnosti výskytu zdravotně závadných potravin
- splnění legislativních požadavků na výrobce potravin
- vytvoření vhodného základu pro budoucí přechod firmy na mezinárodní standardy bezpečnosti potravin vyžadované retailovými řetězci – IFS, BRC, apod.
- věrohodné potvrzení funkčnosti a efektivnosti zavedeného systému nezávislou třetí stranou
- zvýšení důvěry veřejnosti a státních kontrolních orgánů